# Черга будівництва
Че́рга будівни́цтва — визначена проєктною документацією частина комплексу (будови) — будинки, будівлі, споруди, лінійні об'єкти інженерно-транспортної інфраструктури, введення в дію яких частково забезпечує випуск продукції або надання послуг, їх безпечну експлуатацію та самостійне функціонування. Це необхідна сукупність об’єктів, яка забезпечує випуск продукції, передбаченої проектом для конкретного підприємства:234. Черга будівництва може поділятися на пускові комплекси. Розроблена проектна документація на чергу будівництва може підлягати затвердженню. 
Будівництво великих промислових підприємств розбивають на черги та пускові комплекси для підвищення ефективності капітальних вкладень і скорочення обсягів незавершеного будівництва:221.